# Mandarin-Krokodilmolch

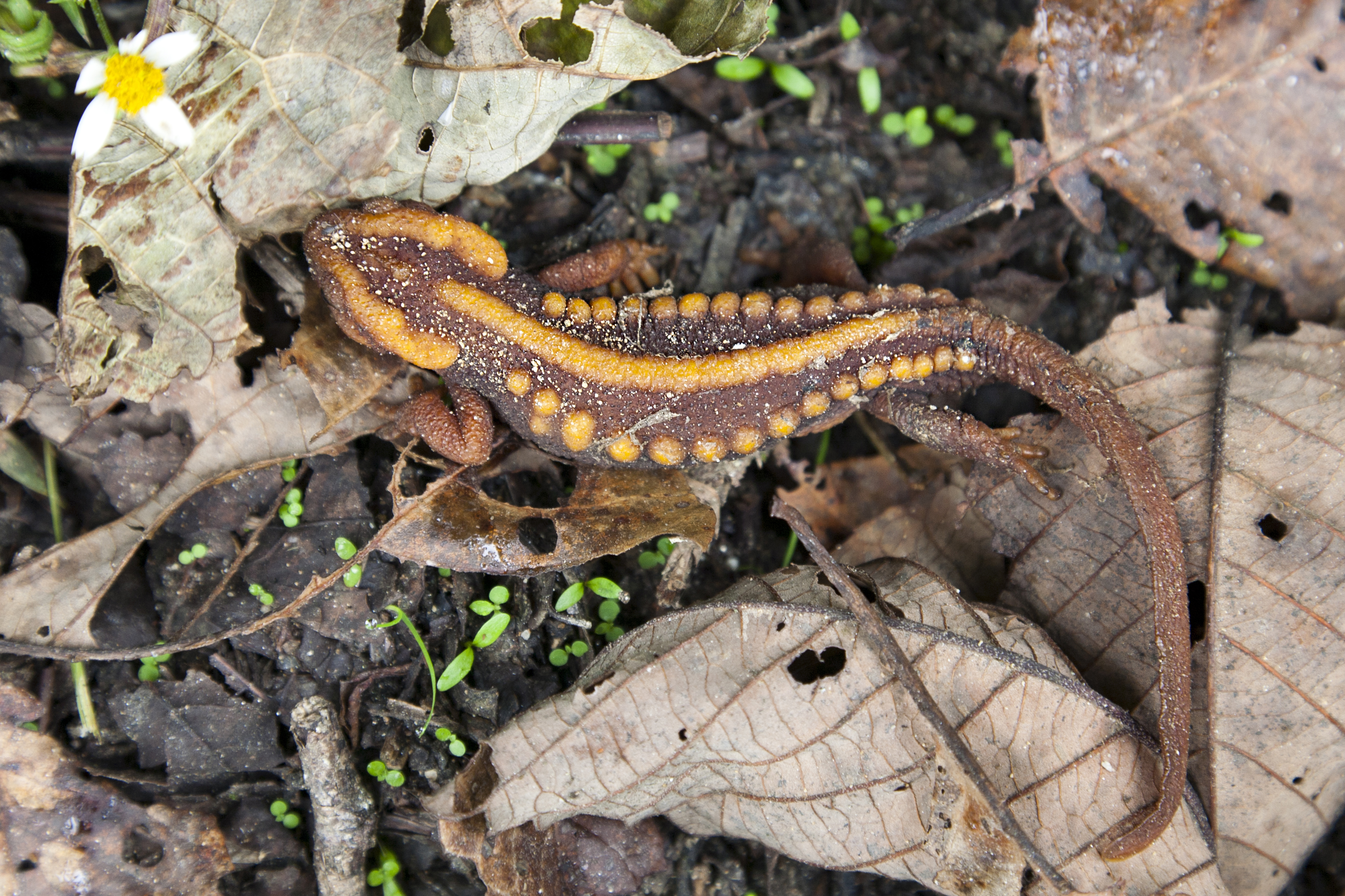
Mandarin-Krokodilmolch mit gelblichen Warzenreihen (Freilandaufnahme)

Der Mandarin-Krokodilmolch (Tylototriton shanjing), zuweilen auch als Mandarin-Salamander bezeichnet, ist ein in China vorkommender Schwanzlurch (Caudata) aus der Familie der Echten Salamander (Salamandridae) und der Gattung der Krokodilmolche (Tylototriton).

## Systematik
Der Mandarin-Krokodilmolch galt lange Zeit als Unterart des Geknöpften Birma-Krokodilmolchs (Tylototriton verrucosus) und wurde 1995 als eigenständige Art abgetrennt. Von einigen Herpetologen wurde dies nicht anerkannt. Eine Bestätigung, dass es sich bei Tylototriton shanjing um eine eigenständige Art handelt, ergab sich 2008 nach Untersuchungen und Zuchten im Kölner Zoo sowie mit der Erstellung eines aktuellen Bestimmungsschlüssels für die Gattung Tylototriton.

## Merkmale
Die Grundfärbung des Körpers ist dunkelbraun. Der Mandarin-Krokodilmolch erreicht eine Körperlänge von 12 bis 15 Zentimetern. Zwischen den Geschlechtern besteht farblich kein Unterschied. Die Beine und der Schwanz sind etwas heller gefärbt. Entlang des Rückens verläuft ein flacher rötlicher, gelblicher oder orangefarbiger Kamm, seitlich davon gleichfarbige, leicht erhabene Warzenreihen (Rippendrüsen). Der Kopf ist flach und gerundet und zeigt zu jeder Seite längliche Ohrdrüsen (Parotiden) in der Farbe der Warzenreihen. Diese Drüsen können bei Gefahr ein toxisches Sekret ausstoßen, das für kleine Säugetiere tödlich sein kann, beim Menschen zu starkem Juckreiz führt. Der Schwanz ist seitlich abgeflacht und mit einem Flossensaum versehen.

## Vorkommen und Lebensraum
Der Mandarin-Krokodilmolch wurde in der chinesischen Provinz Yunnan nachgewiesen. Er besiedelt dort die Bergregionen entlang der Flüsse Saluen, Mekong und Roter Fluss.

## Lebensweise
Die Lurche leben überwiegend terrestrisch und halten sich meist unter Steinen, Baumstämmen oder unter dem Laub verborgen am Waldboden auf. Sie ernähren sich überwiegend von Insekten und deren Larven sowie von Würmern. Die Brutzeit findet zwischen Mai und August statt, die Eier werden einzeln oder in Schnüren auf Wasserpflanzen in Teichen oder Tümpeln abgelegt. Die Larven leben aquatisch.

## Bestand und Gefährdung
Der Mandarin-Krokodilmolch ist in seinen Vorkommensgebieten relativ selten und wird demzufolge von der Weltnaturschutzorganisation IUCN als „vulnerable = gefährdet“ geführt. Die Hauptgefährdungspotentiale betreffen die Ausdehnung des menschlichen Lebensraums in seine Vorkommensgebiete sowie die Entnahme dieser attraktiv gefärbten Tiere aus der Natur für den Tierhandel. Außerdem werden Tiere zur medizinischen Verwendung gefangen und getrocknet.